# Avenir Communication
Le groupe Avenir Communication est une entreprise de presse sénégalaise.

## Historique
Avenir Communication voit le jour en décembre 2002. Le groupe possède Le Quotidien lancé le 23 février 2003, l'hebdomadaire Week End Magazine créé le 15 mars 2007 (1er hebdomadaire sénégalais avec 9000 exemplaires par semaine), le journal satirique Cocorico, fondé le 23 mai 2007.
En 2007, Avenir Communication lance la radio Première Fm à Dakar, sur la fréquence 92.3. Elle ne parvient pas à percer et cesse d'émettre.
En septembre 2015, le fisc sénégalais vend les biens du groupe Avenir Communication pour compenser une dette de 35 millions FCfa.
En juin 2024, visé par le fisc sénégalais après le changement de présidence qui instaure de nouvelles règles, Avenir Communication voit ses comptes bloqués.

## Organisation
Le directeur général est Madiambal Diagne, par ailleurs président du Conseil des diffuseurs et des éditeurs de presse.
Avenir Communication possède son imprimerie. Le siège est basé au 12 cité Adama Diop, route du Cimetière à Yoff.